# Keeper of the Seven Keys Part 1
Keeper of the Seven Keys Part 1 is een album van de band Helloween dat uitkwam in 1987. Het tweede deel kwam het jaar daarna uit.
Dit is het eerste album van het Duitse Helloween met zanger Michael Kiske, aangezien de voormalige zanger Kai Hansen het gitaarspel en de zang niet goed kon combineren. Kai Hansen is gewoon lid van de band gebleven en was dat vanaf de oprichting, rond 1979, maar ging weg tijdens de tour van het album, Keeper of the Seven Keys Part 2 uit 1989.
Op sommige, vooral buitenlandse versies, staan meer nummers. Het album kwam op normaal vinyl uit maar ook als picturedisc, op blue vinyl en later ook op cd.

## Tracklist
1. Initiation
2. I'm Alive
3. A Little Time
4. Twilight of the Gods
5. A Tale That Wasn't Right
6. Future World
7. Halloween
8. Follow the Sign

Bonustracks bij de 'Expanded edition':
1. Victim of Fate (Re-recorded)
2. Starlight (Remix)
3. A Little Time (Alternative Version)
4. Halloween (Video Edit)

## Bandleden
- Michael Kiske - zanger
- Kai Hansen - gitarist  (de voormalige zanger)
- Markus Großkopf - basgitarist
- Michael Weikath - gitarist
- Ingo Schwichtenberg - drummer